# Quan cau la neu
Quan cau la neu (títol original, Despite the Falling Snow) és una pel·lícula d'espionatge de la Guerra Freda del 2016 dirigida per Shamim Sarif, adaptada de la seva novel·la homònima. Protagonitzada per Rebecca Ferguson, Sam Reid, Charles Dance, Antje Traue, Oliver Jackson-Cohen, Thure Lindhardt i Anthony Head, la pel·lícula es va estrenar al Regne Unit el 15 d'abril de 2016. S'ha doblat al català.
La pel·lícula va guanyar tres premis al Festival de Cinema Independent de Praga de 2016, incloent-hi el millor llargmetratge, la millor actriu (Rebecca Ferguson) i el millor actor secundari (Anthony Head).

## Repartiment
- Rebecca Ferguson com a Katya Grinkova/Lauren Grinkova
- Sam Reid com a Alexander "Sasha" Ivanov (jove)[6]
- Charles Dance com a Alexander "Sasha" Ivanov (de gran)
- Antje Traue com a Marina Rinskaya
- Oliver Jackson-Cohen com a Mikhail "Misha" Ardonov (jove)
- Thure Lindhardt com a Dmitri Rinsky
- Miloš Timotijević com el primer home
- Anthony Head com a Mikhail "Misha" Ardonov (de gran)